# Bratuljevci
Bratuljevci falu Horvátországban, Pozsega-Szlavónia megyében. Közigazgatásilag Velikéhez tartozik.

## Fekvése
Pozsegától légvonalban 12, közúton 16 km-re északnyugatra, községközpontjától légvonalban 9, közúton 14 km-re délnyugatra, a Papuk-hegység déli lejtői alatt fekszik. Északról Lučinci, keletről Velikeolaszi, délről Perenci határolja.

## Története
A térséget 1532-ben szállta meg a török. A török uralom idején Boszniából érkezett pravoszláv szerbek települtek ide. 1698-ban „Bratulyevczi” néven 4 portával szerepel a török uralom alól felszabadított szlavóniai települések összeírásában. Az első katonai felmérés térképén „Dorf Bratulievcze” néven látható. 
Lipszky János 1808-ban Budán kiadott repertóriumában „Bratulyevczi” néven szerepel. Nagy Lajos 1829-ben kiadott művében „Bratulyevczi” néven találjuk. 1857-ben 114, 1910-ben 178 lakosa volt. 1910-ben a népszámlálás adatai lakosságának 95%-a szerb, 5%-a magyar anyanyelvű volt. Pozsega vármegye Pozsegai járásának része volt. Az első világháború után 1918-ban az új szerb-horvát-szlovén állam, majd később (1929-ben) Jugoszlávia része lett. 1991-ben lakosságának 91%-a szerb, 6%-a jugoszláv nemzetiségű volt. 2001-ben 25 lakosa volt.

## Lakossága
| Lakosság változása | Lakosság változása | Lakosság változása | Lakosság változása | Lakosság változása | Lakosság változása | Lakosság változása | Lakosság változása | Lakosság változása | Lakosság változása | Lakosság változása | Lakosság változása | Lakosság változása | Lakosság változása | Lakosság változása | Lakosság változása |
| ------------------ | ------------------ | ------------------ | ------------------ | ------------------ | ------------------ | ------------------ | ------------------ | ------------------ | ------------------ | ------------------ | ------------------ | ------------------ | ------------------ | ------------------ | ------------------ |
| 1857               | 1869               | 1880               | 1890               | 1900               | 1910               | 1921               | 1931               | 1948               | 1953               | 1961               | 1971               | 1981               | 1991               | 2001               | 2011               |
| 114                | 108                | 101                | 126                | 134                | 178                | 160                | 162                | 132                | 121                | 93                 | 55                 | 45                 | 34                 | 27                 | 25                 |